# مرد تنها (فیلم ۲۰۱۵)
مرد تنها (به تامیلی: Thani Oruvan) فیلمی محصول سال ۲۰۱۵ و به کارگردانی موهان راجا است. در این فیلم بازیگرانی همچون جایام راوی، آرویند سوامی، نایانتارا، نثار، موگدا گودسه ایفای نقش کرده‌اند.